# Jura Szwabska

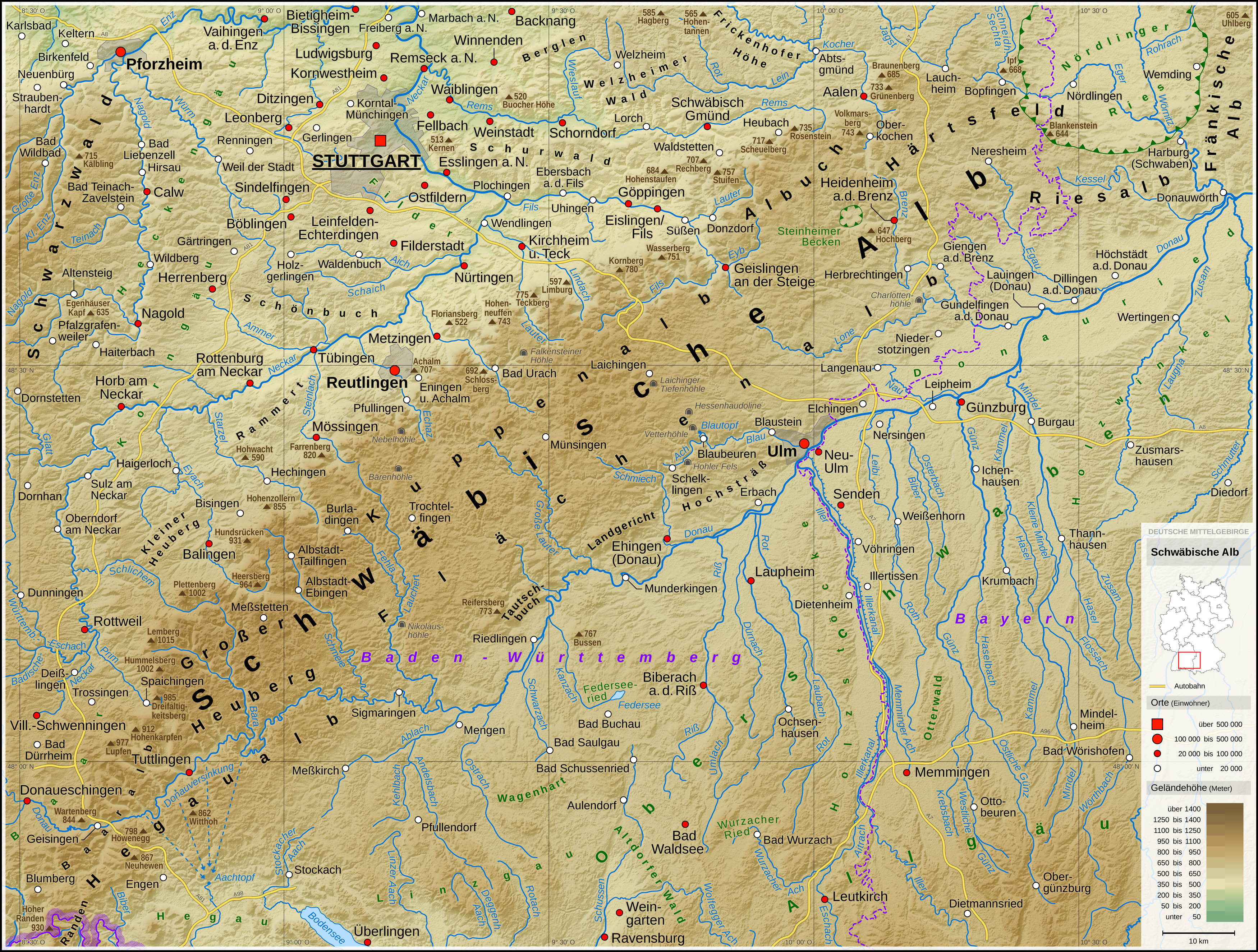

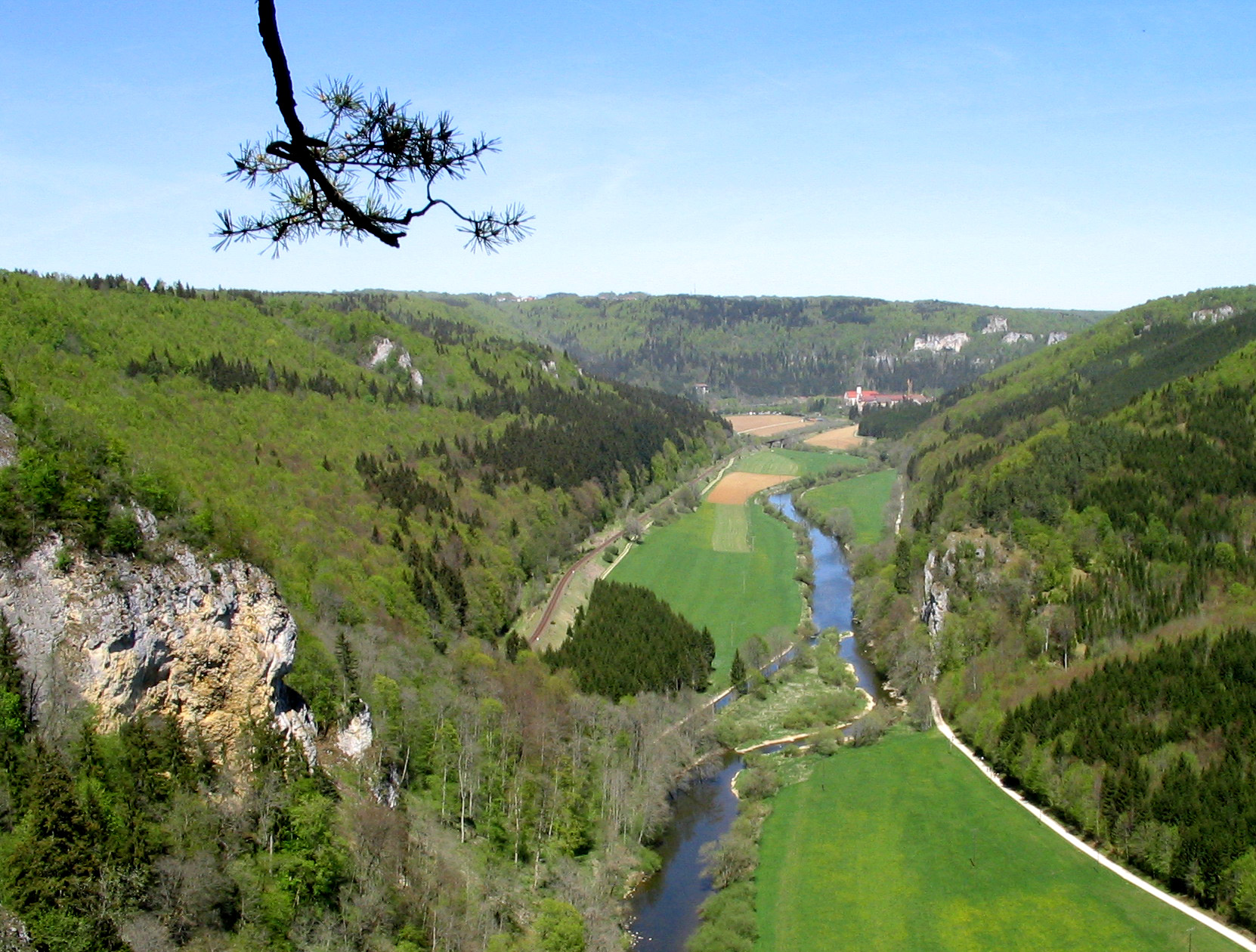
Dolina Dunaju

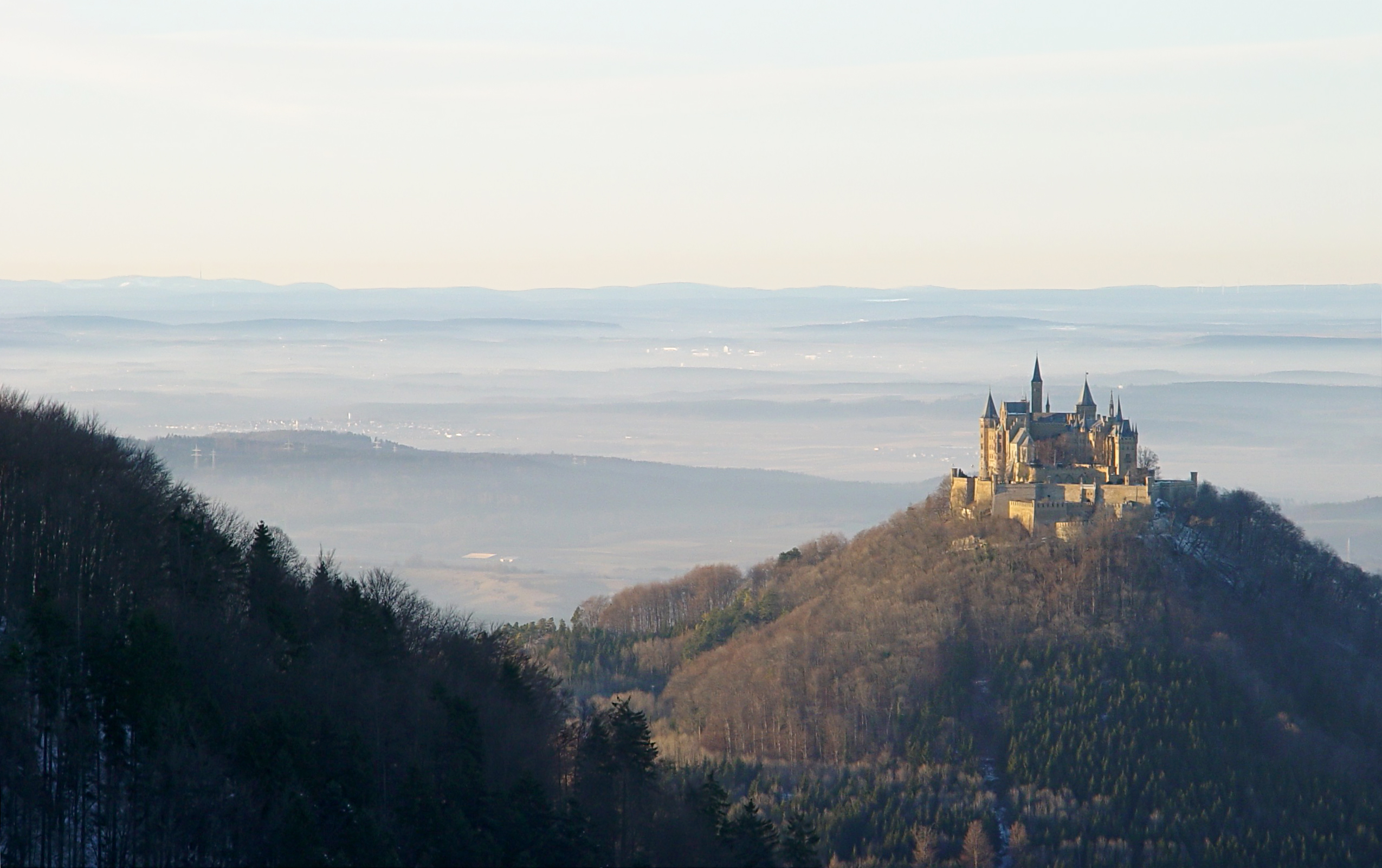
Zamek Hohenzollern

Jura Szwabska (niem. Schwäbische Alb) – pasmo górskie w Badenii-Wirtembergii w Niemczech o długości około 220 kilometrów i szerokości od 40 do 70 kilometrów. Najwyższe wzniesienie – Lemberg (1015 m n.p.m.). W 2009 roku wpisane na listę rezerwatów biosfery UNESCO. Na zachodzie graniczy ze Schwarzwaldem.
W południowo-zachodniej części Jury Szwabskiej znajduje się Park Natury Górnego Dunaju. Obejmuje on duże części powiatów Tuttlingen, Sigmaringen, Zolleralb i Biberach. Utworzony został 5 grudnia 1980 r. i jest jednym z siedmiu parków krajobrazowych Badenii-Wirtembergii.